# Stichoplastoris stylipus
Stichoplastoris stylipus é uma espécie de aranha pertencente à família Theraphosidae (tarântulas).